# Cantone di Châlons-en-Champagne-3
Il Cantone di Châlons-en-Champagne-3 è una divisione amministrativa dell'arrondissement di Châlons-en-Champagne.
A seguito della riforma approvata con decreto del 21 febbraio 2014, che ha avuto attuazione dopo le elezioni dipartimentali del 2015, è passato da 4 a 41 comuni, oltre alla frazione urbana.

## Composizione
Oltre a parte della città di Châlons-en-Champagne, i 4 comuni facenti parte prima della riforma del 2014 erano:
- Compertrix
- Coolus
- Fagnières
- Saint-Gibrien

Dal 2015, oltre a parte della città di Châlons-en-Champagne, i comuni appartenenti al cantone sono i seguenti 41:
- Breuvery-sur-Coole
- Bussy-Lettrée
- Cernon
- Cheniers
- Cheppes-la-Prairie
- Chepy
- Coupetz
- Coupéville
- Dampierre-sur-Moivre
- Dommartin-Lettrée
- Écury-sur-Coole
- L'Épine
- Faux-Vésigneul
- Francheville
- Le Fresne
- Haussimont
- Lenharrée
- Mairy-sur-Marne
- Marson
- Moivre
- Moncetz-Longevas
- Montépreux
- Nuisement-sur-Coole
- Omey
- Pogny
- Saint-Étienne-au-Temple
- Saint-Germain-la-Ville
- Saint-Jean-sur-Moivre
- Saint-Martin-aux-Champs
- Saint-Memmie
- Saint-Quentin-sur-Coole
- Sarry
- Sogny-aux-Moulins
- Sommesous
- Soudé
- Soudron
- Togny-aux-Bœufs
- Vassimont-et-Chapelaine
- Vatry
- Vésigneul-sur-Marne
- Vitry-la-Ville